# Contea di Delaware (Pennsylvania)
La contea di Delaware (in inglese Delaware County, colloquialmente detta Delco) è una contea dello Stato della Pennsylvania, negli Stati Uniti. La popolazione al censimento del 2000 era di 550 864 abitanti. Il capoluogo di contea è Media. È una contea nel Commonwealth della Pennsylvania.  È parte della Delaware Valley e confina con Filadelfia. 

## Geografia
La contea si trova nel sud-est dello Stato, al confine con New Jersey e Delaware. Il fiume Delaware segna il confine con il New Jersey, mentre il Cobbs Creek forma il confine est.

### Contee confinanti
- Contea di Montgomery - nord-est
- Contea di Philadelphia - est
- Contea di Gloucester (New Jersey) - sud-est
- Contea di New Castle (Delaware) - sud-ovest
- Contea di Chester - ovest

## Storia
La contea fu creata il 26 settembre 1789, da parte della Contea di Chester, e prese il nome dal popolo di nativi o dalfiume.
I Lenni Lenape furono i primi abitanti dell’area che sarebbe poi diventata la Contea di Delaware. All’inizio del XVII secolo, agricoltori svedesi si insediarono nella zona, mentre cacciatori olandesi arrivarono per commerciare pelli. Più tardi, nello stesso secolo, William Penn (1644-1718) ottenne il controllo della regione come parte di una concessione di terre ricevuta dal re d’Inghilterra. Giunto nel nuovo territorio nel 1682, Penn inizialmente fece del già esistente insediamento svedese di Upland il suo “shire town” (capoluogo di contea), rinominandolo Chester, in onore di una contea inglese. Solo quando un proprietario terriero locale rifiutò di vendergli abbastanza terreno per ampliare la città, Penn si rivolse verso nord per stabilire la sua capitale provinciale, Philadelphia.

## Istruzione
La contea è sede di diversi college e università, tra cui: la Cabrini University, l'Università Cheyney della Pennsylvania, il Haverford College, la Neumann University, il Rosemont College, lo Swarthmore College e la Villanova University.

## Centri abitati[5]
L'unica city è Chester.

### Borough
| - Aldan - Brookhaven - Chester Heights - Clifton Heights - Collingdale - Colwyn - Darby - East Lansdowne - Eddystone - Folcroft | - Glenolden - Lansdowne - Marcus Hook - Media (capoluogo) - Millbourne - Morton - Norwood - Parkside - Prospect Park - Ridley Park | - Rose Valley - Rutledge - Sharon Hill - Swarthmore - Trainer - Upland - Yeadon |

### Township
- Aston
- Bethel
- Chadds Ford
- Chester
- Concord
- Darby
- Edgmont
- Haverford
- Lower Chichester
- Marple
- Middletown
- Nether Providence
- Newtown
- Radnor
- Ridley
- Springfield
- Thornbury
- Tinicum
- Upper Chichester
- Upper Darby
- Upper Providence